# Bezsenność (zbiór opowiadań)
Bezsenność – zbiór opowiadań Stanisława Lema. Zawiera również jeden scenariusz filmowy. Po raz pierwszy wydany nakładem Wydawnictwa Literackiego w roku 1971.

## Spis utworów
- Kongres futurologiczny (z cyklu Ze wspomnień Ijona Tichego)
- Arthur Dobb: "Non serviam" (dołączone w późniejszych niż pierwsze wydaniach Doskonałej próżni)
- Ananke (z cyklu Opowieści o pilocie Pirxie)
- Przekładaniec. Scenariusz filmowy (pierwodruk „Ekran”, 1968, później w tomie Przekładaniec)
- Kobyszczę (z Cyberiady, acz włączone do niej w późniejszych niż pierwsze wydaniach)

## Opis utworów

### Ananke
Akcja opowiadania toczy się na Marsie, gdzie trwają prace nad kolonizacją planety. Niezbędne zasoby dostarczają piloci niewielkich kosmicznych statków transportowych; jednym z nich jest Pirx. Bohater jest świadkiem wejścia w atmosferę planety "stutysięcznika" Ariel - olbrzymiej jednostki, będącej w stanie sprawniej dostarczać zasoby marsjańskim bazom. Gdy dochodzi do katastrofy Ariela, Pirx staje się członkiem komisji badającej okoliczności zdarzenia.
Istotną część utworu stanowią rozważania Pirxa nad kontrastem między wyobrażeniami ludzkości o Marsie a rzeczywistością planety, w szczególności kanałów marsjańskich.

### Kobyszczę
Konstruktor Trurl, pod wpływem sporu z przyjacielem, Klapaucjuszem, decyduje się zapewnić szczęście wszystkim istotom rozumnym. Z problemem tym mierzy się na wiele sposobów. Jednym z nich jest Kontemplator Bytu Szczęsny, czyli tytułowe Kobyszczę.

## Ekranizacje
- Przekładaniec (1968) – film polski w reżyserii Andrzeja Wajdy, w roli głównej Bogumił Kobiela (Richard Fox), scenariusz Stanisława Lema w oparciu o jego wcześniejsze słuchowisko radiowe Czy pan istnieje, Mr Jones?[3]
- W roku 1969 na podstawie tego samego scenariusza Lema Przekładaniec zrealizowano również odcinek brytyjskiego teatru telewizji BBC Thirty-Minute Theatre, zatytułowany Roly Poly. Odcinek ten nie zachował się w archiwum BBC[4].